# Malvern (Arkansas)
Malvern és una població dels Estats Units a l'estat d'Arkansas. Segons el cens del 2000 tenia 9.021 habitants.

## Demografia
Segons el cens del 2000, Malvern tenia 9.021 habitants, 3.769 habitatges, i 2.431 famílies. La densitat de població era de 473,9 habitants/km².
Dels 3.769 habitatges en un 29% hi vivien nens de menys de 18 anys, en un 44,1% hi vivien parelles casades, en un 16,3% dones solteres, i en un 35,5% no eren unitats familiars. En el 32,2% dels habitatges hi vivien persones soles el 16,8% de les quals corresponia a persones de 65 anys o més que vivien soles. El nombre mitjà de persones vivint en cada habitatge era de 2,33 i el nombre mitjà de persones que vivien en cada família era de 2,93.
Per edats la població es repartia de la següent manera: un 25% tenia menys de 18 anys, un 9,3% entre 18 i 24, un 24,2% entre 25 i 44, un 21,5% de 45 a 60 i un 20% 65 anys o més.
L'edat mediana era de 38 anys. Per cada 100 dones de 18 o més anys hi havia 80,7 homes.
La renda mediana per habitatge era de 27.007 $ i la renda mediana per família de 34.563 $. Els homes tenien una renda mediana de 27.232 $ mentre que les dones 18.929 $. La renda per capita de la població era de 14.848 $. Entorn del 15,7% de les famílies i el 20,3% de la població estaven per davall del llindar de pobresa.

## Poblacions més properes
El següent diagrama mostra les poblacions més properes.